# Bawled Out
Bawled Out è un cortometraggio muto del 1918 diretto da James D. Davis.

## Produzione
Il film fu prodotto dalla Century Film.

## Distribuzione
Distribuito dall'Universal Film Manufacturing Company, il film - un cortometraggio in due bobine - uscì nelle sale cinematografiche USA il 14 agosto 1918.